# Parco nazionale Babia Góra

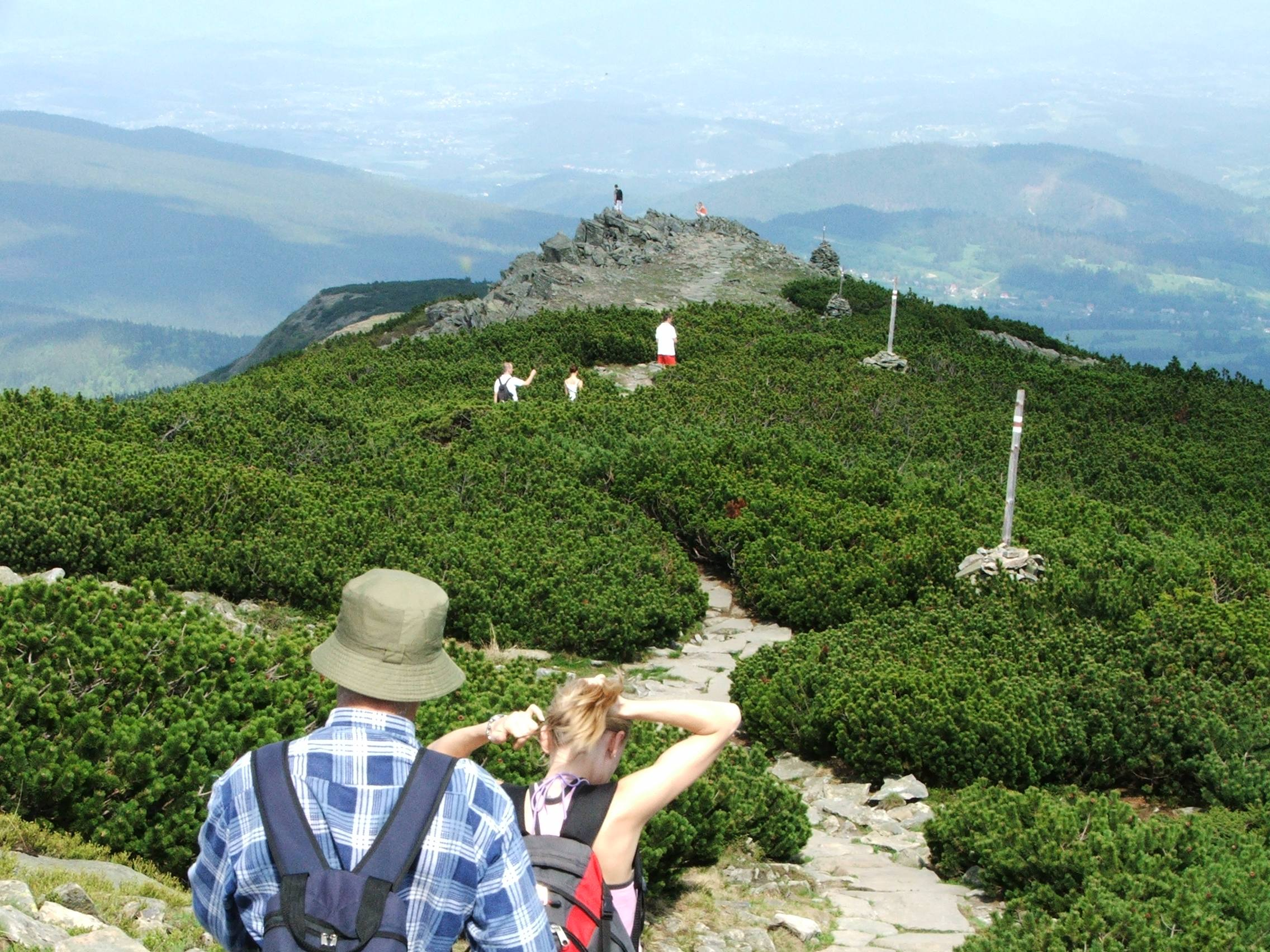
Cima di Babia Góra

Il parco nazionale Babia Góra (in polacco: Babiogórski Park Narodowy) è uno dei 23 parchi nazionali della Polonia, situato nella parte meridionale della nazione, nel voivodato della Piccola Polonia, al confine con la Slovacchia. La direzione del parco ha sede nel villaggio di Zawoja.
Il parco ricopre un'area di 33,92 km², di cui 31,98 sono occupati da foreste. Il parco comprende la parte settentrionale e parte del lato meridionale del massiccio Babia Góra, la cui cima principale (anche conosciuta come Diablak) è il punto più alto della catena montuosa degli Alti Beschidi, a 1.725 metri. Sul lato slovacco del monte vi è un'area protetta, l'area protetta del Paesaggio Horná Orava.
L'area di Babia Góra fu posta sotto protezione legale per la prima volta nel 1933, quando fu creata la riserva Babia Góra. Il 30 ottobre 1954 fu poi dichiarato parco nazionale; dal 1976 è nella lista dell'UNESCO come riserva della biosfera, all'interno del Programma dell'uomo e della biosfera. L'area della riserva della biosfera è stata estesa nel 2001.

## Fauna
- 105 specie di uccelli (tra cui picchi e gufi-aquila)
- animali come cervi, linci, lupi e orsi
- insetti, specialmente coleotteri; alcuni di questi sono esemplari unici nell'area